# Matteria
Matteria là một chi rêu trong họ Orthotrichaceae.